# Skedstork
Skedstork (Platalea leucorodia) är en art i familjen ibisar med säregen platt skedformad näbb som gett fågeln dess namn.

## Utseende och läten
Skedstorken är omisskännlig på nära håll med sin svarta spadlikt tillplattade näbb med gul spets. Fjäderdräkten är vit och benen är mörka. I häckningsdräkt har den en yvig tofs och en gulbrun fläck på bröstet. I flykten skiljer den sig från vita hägrar genom att liksom storkar och andra ibisar flyga med utsträckt, ej indragen hals. Ungfågeln har skär näbb, skära ben och svarta spetsar på handpennorna. Arten är helt tystlåten.

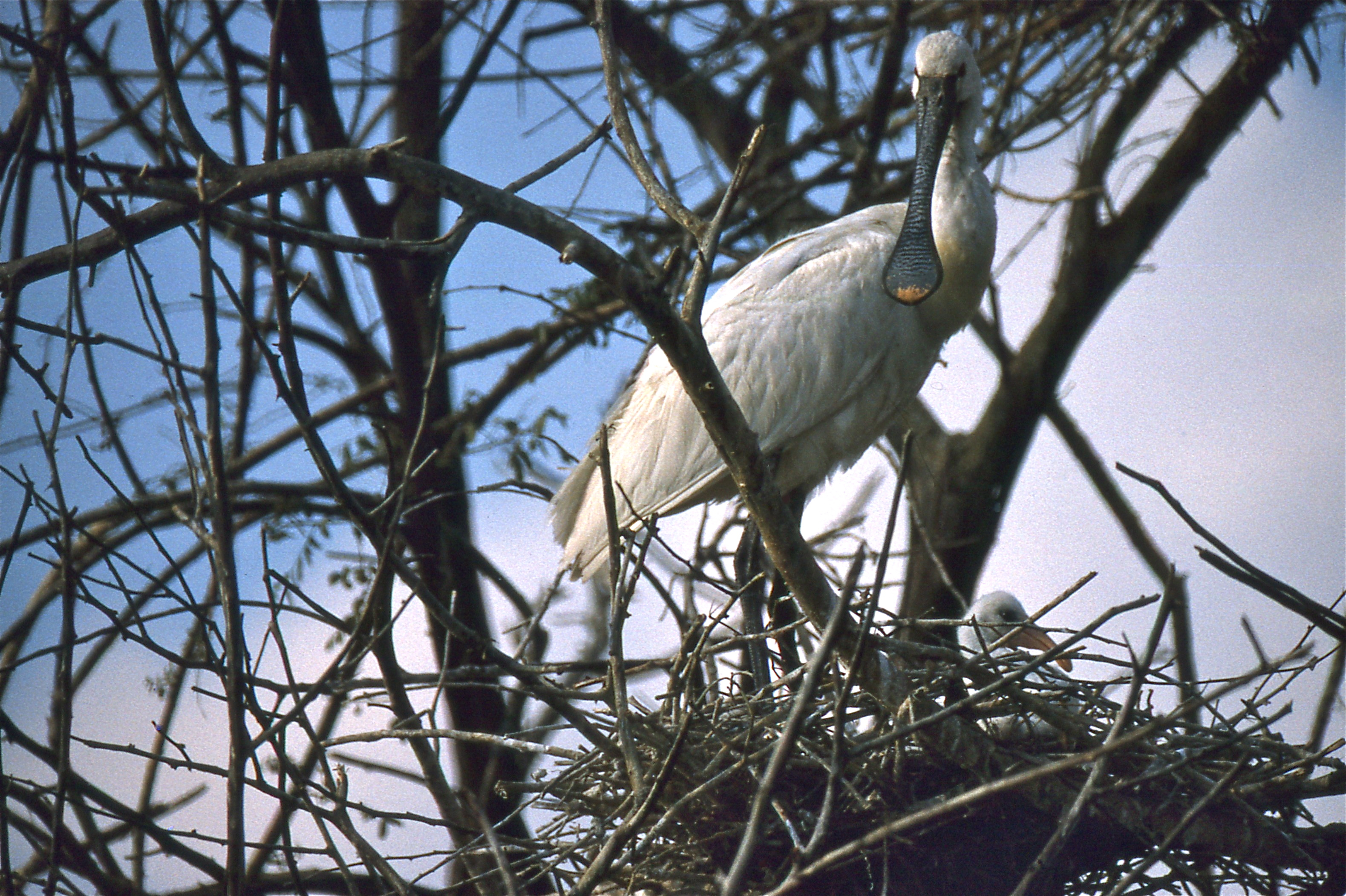
Skedstork på bo med unge i Indien.
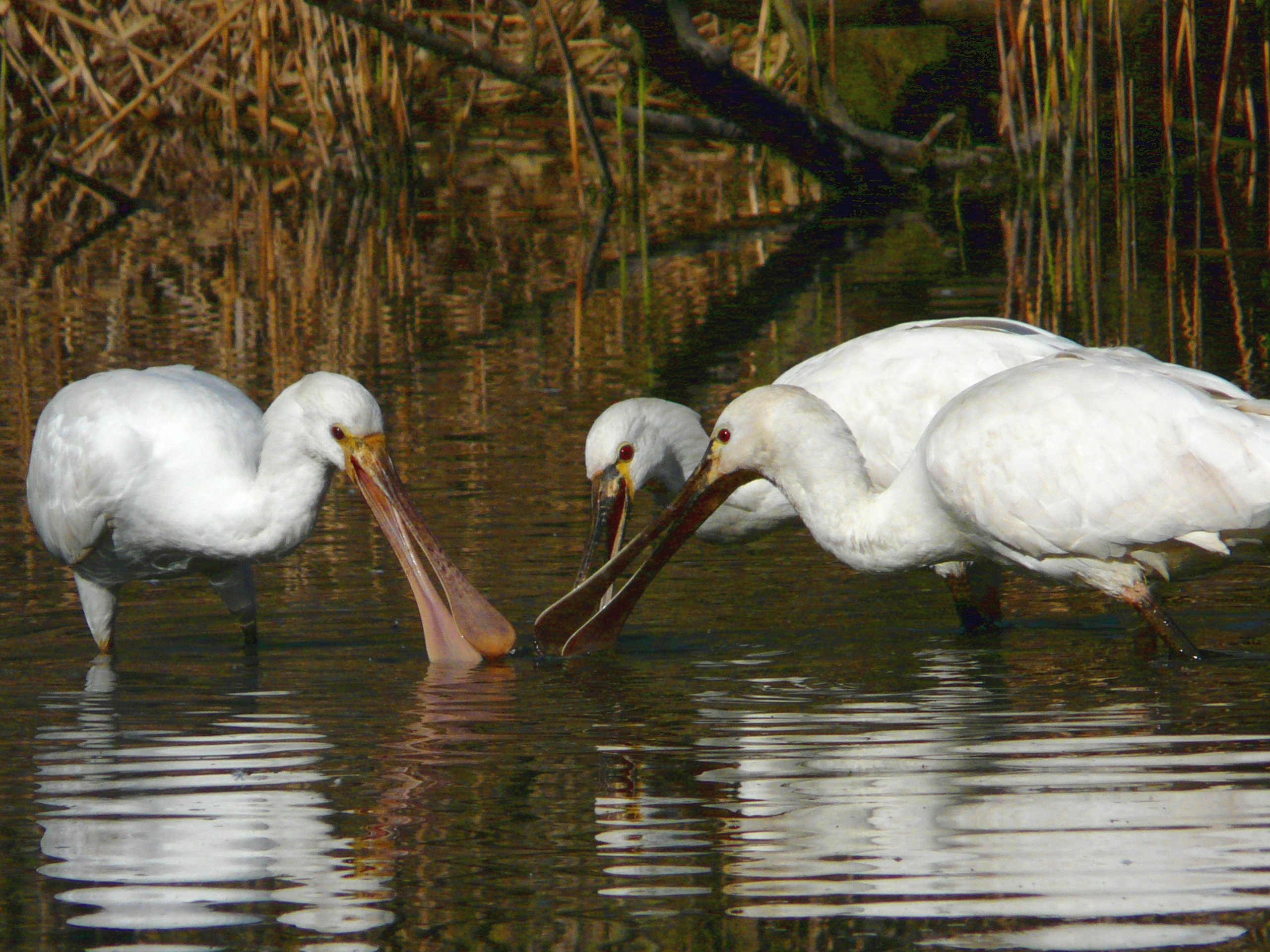
Två adulta och en juvenil skedstork i Italien.
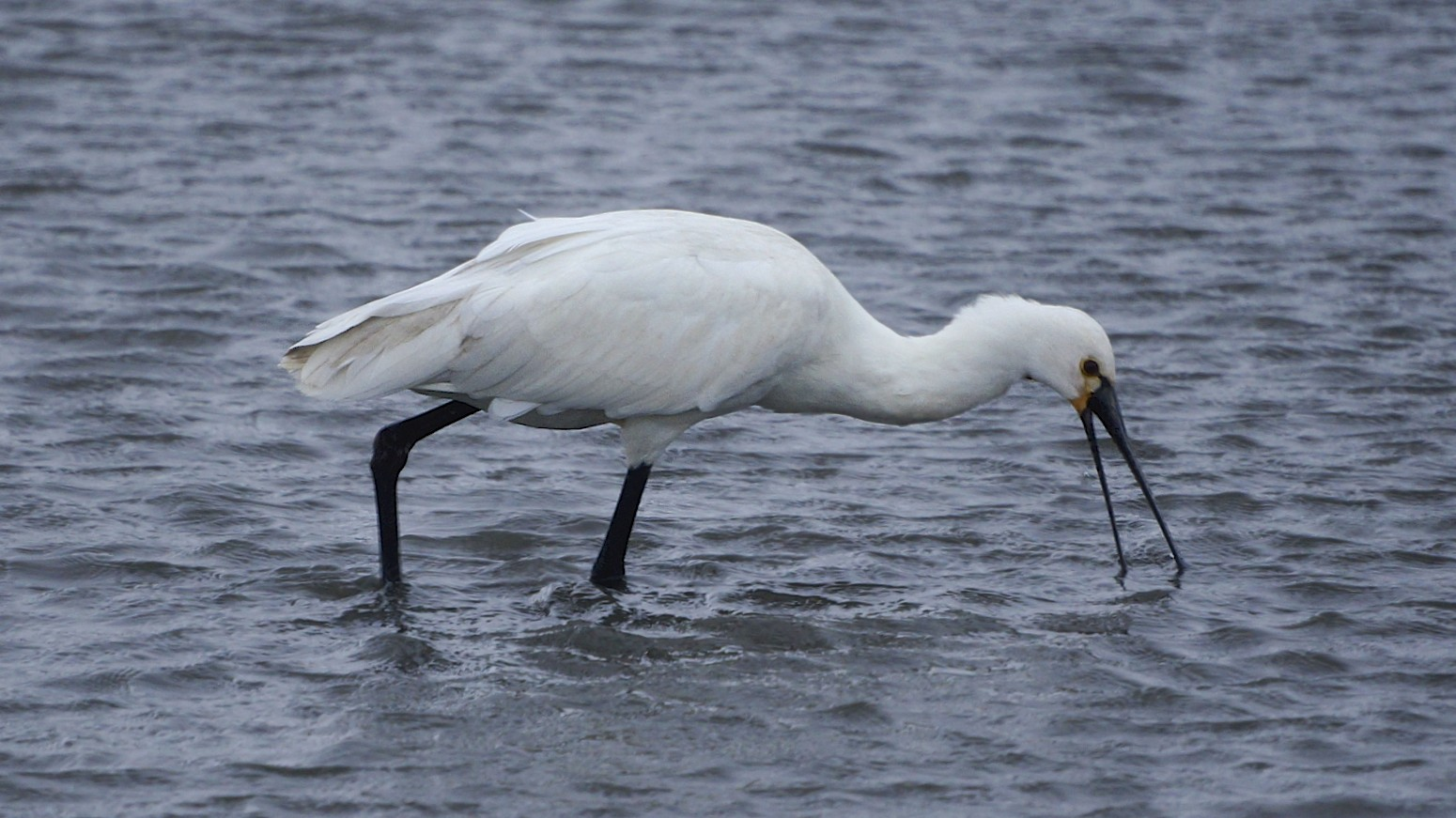
Skedstork födosökande på typiskt maner i England.

## Ekologi
Fågeln födosöker på ett mycket typiskt sätt genom att hålla ner näbben i vattnet och svänga från sida till sida medan den vadar fram. Den lever av mollusker, småfisk och kräftdjur.
Skedstorken häckar i stora vassträsk med inslag av träd och buskar. Den bygger ett plattformsliknande bo och lägger i snitt tre till fyra ägg, men upp till sju ägg har observerats. Den lägger en kull per häckningssäsong och äggen ruvas av båda föräldrarna i 24–25 dagar. Paret som lever monogamt tar hand om ungarna i 45–50 dagar tills de är flygga.

## Utbredning och systematik
Skedstorken förekommer från Spanien och norra Afrika, så långt söderut som Sudan, Eritrea, Djibouti och Somalia, längs södra Eurasien och österut till Sri Lanka, Mongoliet och Kina. Den delas upp i tre underarter med följande utbredning:
- eurasisk skedstork[4] Platalea leucorodia leucorodia – häckar i södra palearktis så långt österut som Indien. Övervintrar i Centralafrika, sydöstra Kina och till Taiwan
- Platalea leucorodia balsaci – häckar på öarna i Banc d'Arguin utanför Mauretanien.
- Platalea leucorodia archeri – häckar vid Röda havets kuster och i Somalia

Skedstorken är till största delen och flyttfågel som flyttar söderut på vintern, men några fåglar kan stanna kvar i Europa under milda vintrar. Vintertid förekommer den i Afrika så långt söderut som Kap Verde, Senegal, Gambia, Mali, Tchad, Etiopien och Kenya.

### Skedstorken i Europa
I Europa häckar skedstorken i bland annat Spanien, Ungern, Ukraina och Grekland. Norr därom finns isolerade häckningsområden i bland annat Nederländerna och på Jylland i Danmark. 2023 etablerades en koloni med cirka 20 individer på den konstgjorda ön Pepparholm i Öresund. Arten expanderar sitt häckningsområde norrut och blir allt vanligare i norra Europa. Fågeln häckade vilt i England 1999 för första gången sedan 1668. Paret lyckades föda upp två ungar.

### Förekomst i Sverige
I Sverige är skedstorken en alltmer förekommande gäst, med fynd årligen under 2000-talet. Från och till observeras arten i sydligaste Sveriges kustområden men det finns ingen konstaterad häckning. Första fyndet gjordes när två individer sköts i lappländska Rusele, Lycksele 25 oktober 1928. Samma dag sköts även en ungfågel i Skellefteå.

### Släktskap
De sex skedstorksarterna i släktet Platalea med sina säregna näbbar ansågs tidigare utgöra en egen underfamilj i familjen ibisar. DNA-studier visar dock att skedstorkarna är närmare släkt med asiatiska och afrikanska ibisarter än vad de senare är släkt med amerikanska ibisarter.

## Skedstorken och människan

### Status och hot
Skedstorkens populationsutveckling är visserligen okänd, men den har ett stort utbredningsområde och en förhållandevis stor population. IUCN kategoriserar därför arten som livskraftig (LC). Världspopulationen uppskattas till 63 000–65 000 individer och i Europa tros det häcka 10 200–15 200 par.

### Namn
Arterna i släktet Platalea kallades förr skedgäss eller slevgäss och skedstorken kallades vit skedgås.